# 록맨 X7
《록맨 X7》(Mega Man X7)은 캡콤이 만든 액션게임 록맨 X의 7번째 작품이다.

## 록맨 X7의 8 보스 일람
배니싱 간가룬(Burnishing Gangaroon), (Vanishing Gungaroo)
CV:카사하라 루미. 캥거루 형태의 레프리로이드로 록맨 X7 보스 중에서 최연소 멤버로 어린애 같은 성격을 지닌다. 꼬맹이 취급 받는 걸 매우 싫어한다. 첫 전투 시작 시 거대한 캥거루 형태의 라이드 아머를 타고 싸우며, 보스에게 본격적인 데미지를 입히는 건 라이드 아머를 파괴하고 나서다. 약점은 윈드 카라스팅의 윈드 커터와 쌍연무로, 맞으면 아파(이타이) 소리를 낸다.
무기
- X/A:엑스플로전
- Z:파단격(破斷擊)

헬라이드 이노부스키(Hell Ride Inobusky), (Ride Boarski)
CV:겐다 텟쇼. 멧돼지 형태의 레프리로이드로 이족보행 모습에서 오토바이 모습으로 변형할 수 있다. 전투 방식은 톱니바퀴를 소환하고, 오토바이 모습으로 변형하여 돌진을 한다.
무기
- X/A:무빙 호일
- Z:참광륜(斬光輪)

솔져 스톤콩(Soldier Stone Kong) 이명은 '심록의 호완철인(深緑の豪腕鉄人)'
CV:겐다 텟쇼. 고릴라 형태의 레프리로이드
무기
- X/A:가이아 실드
- Z:옥문검(獄門劍)

스나이프 아리퀵(Snipe Ariquick), (Snipe Anteator) 이명은 '전자미궁의 관리자(電子迷宮の管理者)'
CV:무기히토. 개미핥기 형태의 레프리로이드로 록맨 X7 보스 중에서 제일 나이가 많은 연장자. 약점은 헬라이드 이노부스키의 무빙 호일과 참광륜.
무기
- X/A:스나이프 미사일
- Z:비영인(飛影刃)

플레임 하이에나드(Flame Hyenard)
CV:타카기 와타루. 하이에나 형태의 레프리로이드
무기
- X/A:써클 플레이즈
- Z:폭염진(爆炎陣)

윈드 카라스팅(Wind Karasting), (Wind Crowrang) 이명은 '검은 날개의 호적수(黒翼の好敵手)'
CV:모리 카츠지. 까마귀와 카라스텐구 형태의 레프리로이드
무기
- X/A:윈드 커터
- Z:쌍연무(雙燕舞)

토네이도 데보니언(Tornado Debonion), (Tornado Tonion) 양파 형태의 레프리로이드
CV:타카기 와타루
무기
- X/A:볼 토네이도
- Z:뇌신승(雷神昇)

스플래시 위플라이(Splash Warfly) 이명은 '푸른 바다에서 온 추적자(蒼海からの追跡者)'
날치 형태의 레프리로이드로 엑셀과 오래전부터 사이가 나빴으며, 레드를 배신한 엑셀을 배신자로 부른다.
CV:스즈오키 히로타카
무기
- X/A:스플래시 레이저
- Z:수열섬(水烈閃)

## 평가
| 평가 |         |
| --- | ------- |
| 통합 점수 통합사 점수 게임랭킹스 59.43% [ 6 ] 메타크리틱 58/100 [ 7 ] 평론 점수 평론사 점수 올게임 [ 8 ] EGM 5.33/10 [ 9 ] 패미츠 28/40 [ 10 ] 게임 인포머 7.5/10 [ 11 ] 게임 레볼루션 D+ [ 12 ] 게임프로 [ 13 ] 게임스팟 6.5/10 [ 14 ] 게임스파이 [ 15 ] IGN 6.7/10 [ 16 ] OPM (US) 6/10 [ 17 ] |         |
| 통합 점수 |         |
| 통합사 | 점수    |
| 게임랭킹스 | 59.43%  |
| 메타크리틱 | 58/100  |
| 평론 점수 |         |
| 평론사 | 점수    |
| 올게임 | [ 8 ]   |
| EGM | 5.33/10 |
| 패미츠 | 28/40   |
| 게임 인포머 | 7.5/10  |
| 게임 레볼루션 | D+      |
| 게임프로 | [ 13 ]  |
| 게임스팟 | 6.5/10  |
| 게임스파이 | [ 15 ]  |
| IGN | 6.7/10  |
| OPM (US) | 6/10    |